# Oligia nigro-rufa
Oligia nigro-rufa är en fjärilsart som beskrevs av Tutt 1891. Oligia nigro-rufa ingår i släktet Oligia och familjen nattflyn. Inga underarter finns listade i Catalogue of Life.